# رافائيل نازاريان
رافائيل نازاريان (الأرمنية: Ռաֆայել Նազարյան، ولد في 26 مارس 1975 في يريفان، الاتحاد السوفيتي) كان لاعب وسط كرة قدم أرميني. كان عضوًا في المنتخب الوطني الأرمني، وشارك في 23 مباراة دولية وسجل هدفًا واحدًا منذ بدايته في مباراة التأهل لكأس العالم عام 1998 ضد البرتغال في 20 آب 1997 . في فبراير 2011، تم تعيين رافائيل كمدرب رئيسي لفريق كرة القدم الوطني للشباب في أرمينيا.

## وصلات خارجية
- رافائيل نازاريان على موقع قاعدة بيانات كرة القدم.إي يو (الإنجليزية)
- رافائيل نازاريان على موقع ناشيونال فوتبول تيمز (الإنجليزية)